# Hippolyte Lefèbvre
Hippolyte Jules Lefèbvre, född den 4 februari 1863 i Lille, död i november 1935, var en fransk skulptör.
Lefèbvre var elev till bland andra Pierre-Jules Cavelier och Louis-Ernest Barrias. Han arbetade från omkring 1900 med realistiska genreverk han ägnade sig efter första världskriget åt monumentalskulptur. Bland hans verk märks Niobiderna (1896), Vintern (1906), Edith Cavells staty (1920), Ludvig den heliges ryttarstaty (Sacré-Cœurs fasad, 1924) med flera.